# Европска конвеција о држављанству
Европска конвеција о држављанству је написана од стране Савета Европе и отворена за потписивање и ректификацију 6. новембра 1997. године у Стразбуру.

## Диспозиције
Конвенција полаже на чињеници да свака особа има право на држављанство и да апатридија није пожељна.
- Државе морају дати држављанство деци својих држављана и особама без држављанства рођеним на њиховој територији (чл. 6-1 и 6-2)
- Државе би требале прилагодити усвајање држављанства за чланове породица својих држављана или лица која бораве на њеној територији (чл. 6-3 и 6-4).
- Државе могу одузети држављанство од држављанина у различитим случајевима, под условом да не постану апатриди (чл. 7 и 8).
- Државе би требале отклонити свако врсту дискриминације фондирану на плану пола, религије, расе, боје или претходног националитета.

## Потписи и ратификације
Јануара 2016 , потписало га је осам држава:
( Хрватска,  Француска,  Грчка,  Италија,  Летонија,  Малта,  Пољска,  Русија)
Ратификовало их је двадесет и једна држава:
( Албанија,  Немачка,  Аустрија,  Босна и Херцеговина,  Бугарска,  Данска,  Финска,  Мађарска,  Исланд,  Луксембург,  Северна Македонија,  Молдавија,  Црна Гора, Холандија,  Португал,  Чешка,  Румунија,  Словачка, Шведска, Украјина) . .